# Théorie des jeux combinatoires
Pour la théorie qui inclut les jeux où le hasard intervient ou les jeux à information incomplète, voir Théorie des jeux.

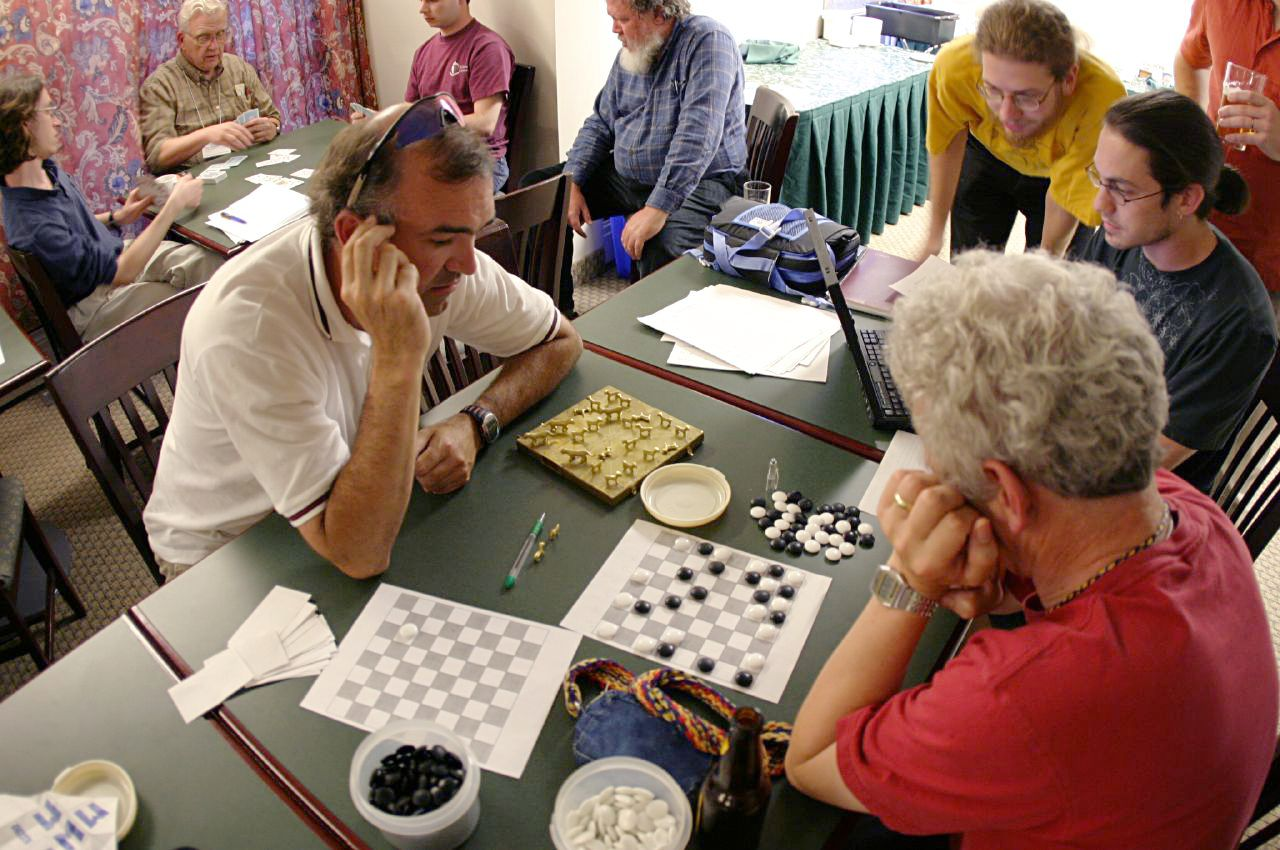
Mathématiciens jouant à Konane lors d'un séminaire sur la théorie des jeux combinatoires.

La théorie des jeux combinatoires est une théorie mathématique qui étudie les jeux à deux joueurs comportant un concept de position, et où les joueurs jouent à tour de rôle un coup d'une façon définie par les règles, dans le but d'atteindre une certaine condition de victoire. La théorie des jeux combinatoires a pour objet les jeux à information complète où le hasard n'intervient pas, comme les échecs, les dames ou le jeu de go.

## Historique

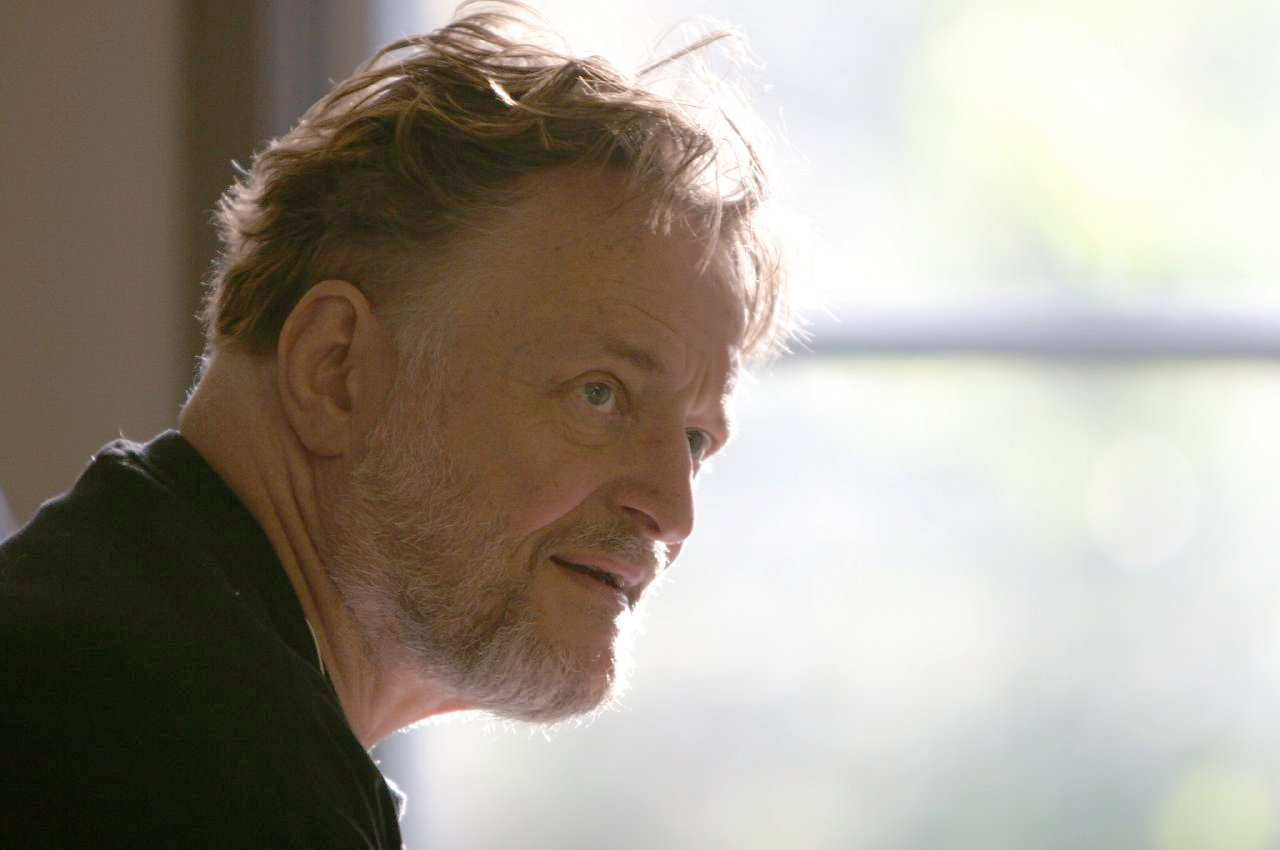
John Horton Conway, né le 26 décembre 1937 à Liverpool et mort le 11 avril 2020 à New Brunswick (New Jersey), est un mathématicien britannique. Il s'est intéressé aux théories des groupes finis, des nœuds, des nombres, des jeux combinatoires et du codage.

La théorie des jeux combinatoires est apparue en relation avec la théorie des jeux impartiaux, où les coups disponibles à partir d'une position sont les mêmes pour les deux joueurs. Un jeu impartial particulièrement important est le jeu de nim, complètement résolu en 1901 par C. L. Bouton. Puis, en 1907, Willem Wythoff invente et publie une solution du jeu de Wythoff, une variante du jeu de Nim. Dans les années 1930, Sprague et Grundy démontrent alors indépendamment le théorème de Sprague-Grundy, qui stipule que tout jeu impartial est équivalent à un certain tas du jeu de Nim. Ce théorème a ainsi montré que des unifications importantes étaient possibles lorsque les jeux sont considérés à un niveau combinatoire.
Les premiers jeux partisans, dans lesquels les coups disponibles ne sont plus forcément identiques pour les deux joueurs, semblent avoir été considérés par John Milnor en 1953, mais c'est la rencontre de Elwyn Berlekamp, John Conway et Richard Guy qui est le point de départ d'une théorie complète dans les années 1960.
Le premier livre traitant de la théorie des jeux partisans, On Numbers and Games, est publié par John Conway en 1976. Il y est notamment défini les nombres surréels et le concept plus général de jeu partisan. Puis, en 1982, l'ensemble des résultats de Berlekamp, Conway et Guy est publié dans leur livre Winning Ways for your Mathematical Plays, qui reste à ce jour la référence en la matière. On y trouve en particulier l'étude des jeux octaux.
À partir de 1982, le sujet a ensuite fait l'objet de nombreuses publications. Une sélection d'articles par Richard J. Nowakowski a notamment été publiée dans la série de livres Games of No chance (1996), More Games of No chance (2002) et Games of No chance 3 (2009).
L'étude des stratégies et configurations gagnantes pour l'un des joueurs constitue un domaine de recherche actuel en théorie des jeux (en particulier, la recherche de caractérisation de graphes cop-win ou robber-win).

## Jeux sur plateau
Parmi les jeux combinatoires connus qui sont jouables sur un plateau, on peut citer les jeux de type chasse ou course-poursuite pouvant porter différents noms : jeu du lièvre et du chien, Bear games ou encore Fox games (on trouve chez Dudeney des exemples de tels jeux, entre autres les puzzles 78.—Catching the Hogs. et 94.—Foxes and Geese dans ) ; le jeu du moulin ou encore le Bagh Chal. 
Une version simplifiée et pédagogique est présentée dans un addendum de la revue Sésamath MathémaTICE : le jeu de l'ourson.

## Définition des jeux
Les jeux initialement considérés par la théorie des jeux combinatoires possèdent les propriétés suivantes :
- Deux joueurs, appelés Left (gauche) et Right (droite), jouent alternativement.
- Le jeu consiste en un certain nombre, généralement fini, de positions, et une position particulière est appelée position de départ.
- Les règles précisent clairement les coups qu'un joueur peut réaliser à partir d'une position donnée. Les positions accessibles par un joueur sont appelées ses options.
- Les deux joueurs connaissent parfaitement l'état du jeu, c'est-à-dire que le jeu est à information complète.
- Il n'y a aucune intervention du hasard.
- La partie se termine lorsqu'un joueur ne peut plus jouer, et les règles assurent que toute partie se termine en un nombre fini de coups (ce qui est appelé la condition de terminaison).
- Dans la convention normale de jeu, le joueur qui ne peut plus jouer est le perdant.

S'il existe des positions avec des options différentes pour les deux joueurs, le jeu est dit partisan, et si les options disponibles sont toujours les mêmes pour les deux joueurs, le jeu est dit impartial.
Les jeux comme les échecs ou les dames n'appartiennent pas à cette catégorie de jeux puisqu'ils font intervenir la notion de partie nulle.
Une définition récursive et formelle des jeux a été donnée dans On Numbers and Games en 1976 : si L et R sont chacun un ensemble de jeux, alors {L|R} est un jeu. L représente l'ensemble des options du joueur Left et R l'ensemble des options du joueur Right. Les noms des joueurs viennent du fait que les options de Left sont écrites à gauche, et celles de Right à droite dans la notation précédente.

## Somme de jeux
La somme de deux jeux G et H, notée G+H, est définie comme le jeu où un joueur peut jouer soit dans G soit dans H, en laissant l'autre composante intacte. Formellement, la somme G+H est définie par {GL+H, G+HL| GR+H, G+HR}. Le principal but de la théorie des jeux combinatoires est de définir une méthode permettant de déterminer quel est le joueur qui gagne une somme de jeux, à partir d'informations indépendantes sur chacune des composantes.

## Notation des jeux
Certains jeux possèdent une notation particulière.
Les nombres surréels sont un cas particulier de jeu, et tous les nombres classiques, en particulier les réels et les ordinaux, correspondent à un certain jeu :
{\displaystyle {0}=\left\{|\right\}}
{\displaystyle {1}=\left\{0|\right\},{2}=\left\{1|\right\},{3}=\left\{2|\right\}}
{\displaystyle {-1}=\left\{|0\right\},{-2}=\left\{|-1\right\},{-3}=\left\{|-2\right\}}
{\displaystyle {1 \over 2}=\left\{0|1\right\}}
{\displaystyle \omega =\left\{0,1,2,3,\cdots |\right\}}
{\displaystyle \omega +1=\left\{\omega |\right\}}
Les nombres surréels contiennent aussi des nombres inconnus jusqu'alors, comme :
{\displaystyle \omega -1=\left\{0,1,2,3,\cdots |\omega \right\}}
Mais la plupart des jeux ne sont pas des nombres, comme :
* = {0|0} étoile (star en anglais), qui vérifie * + * = 0
*n = {*0, *1, ... *(n-1) | *0, *1, ... *(n-1) } nimber n
x* = {x | x} = x + * pour tout nombre x
↑ = {0|*} haut (up en anglais)
↓ = {*|0} bas (down en anglais)
Comme le note Winning Ways for your Mathematical Plays, la théorie des jeux combinatoires est remarquable pour ses nombreuses identités surprenantes, comme {↑|↓}=* ou {0|↑}=↑+↑+*.

### Liens
- Notices d'autorité :   - GND